# Valor absoluto ultramétrico
Un valor absoluto ultramétrico es una aplicación de un cuerpo K en el conjunto ℝ+ de los números reales positivos verificando las siguientes tres propiedades:
- {\displaystyle |x|=0_{\mathbb {R} }\iff x=0_{K}} (axioma de separación);
- {\displaystyle |xy|=|x||y|} (homomorfismo de grupos multiplicativo de K* sobre ℝ+*)
- {\displaystyle |x+y|\leq \max(|x|,|y|)} (desigualdad ultramétrica)

cualesquiera que sean los elementos {\displaystyle x} e {\displaystyle y} de K.

## Ejemplos

### Valor absoluto trivial
El valor absoluto trivial de K asocia con 0 el valor 0 y el valor 1 con cualquier otro elemento de K.
Es el valor absoluto ultramétrico asociado con la valoración trivial en K.

### Valor p-ádico absoluto
Sea un número primo arbitrario {\displaystyle p}. Se puede escribir de forma única cualquier número racional {\displaystyle r} en la forma:
{\displaystyle r=p^{k}{\frac {a}{b}}} donde {\displaystyle k\in \mathbb {Z} } y donde {\displaystyle a} y {\displaystyle b} son primos entre sí y primos con respecto a {\displaystyle p}.
Entonces se define la aplicación asociando el valor {\displaystyle r} con un número racional {\displaystyle |r|_{p}=p^{-k}}. Por ejemplo,
{\displaystyle \left|{\frac {21}{4}}\right|_{2}=4,~\left|{\frac {15}{7}}\right|_{2}=1{\text{ y }}\left|{\frac {60}{11}}\right|_{2}={\frac {1}{4}}.}
Esta aplicación es un valor absoluto ultramétrico en el cuerpo {\displaystyle \mathbb {Q} }, asociado con la valoración p ádica.

## Vínculos con nociones relacionadas
- Esta aplicación es un caso especial de valor absoluto sobre un cuerpo.
- La aplicación d : (x, y) ↦ |y – x| es en consecuencia una distancia en K; la simetría se debe al hecho de que {\displaystyle |-x|=|x|} para cualquier elemento {\displaystyle x} de K.
- Esta distancia es ultramétrica.
- Una aplicación es un valor absoluto ultramétrico si y solo si es un valor absoluto asociado a una valoración con valores reales.[2]

## Propiedades
- Aquí {\displaystyle e} denota el elemento neutro para la multiplicación de K.

| Enunciado: si {\displaystyle \|e\|=\|-e\|=1} entonces {\displaystyle \|-x\|=\|x\|} para cualquier elemento {\displaystyle x} de K. |

| Demostración |
| {\displaystyle \|e\|=\|e.e\|=\|e\|.\|e\|}. La ecuación {\displaystyle \|e\|=\|e\|.\|e\|} para el valor {\displaystyle \|e\|} tiene solo dos soluciones en {\displaystyle \mathbb {R} }, {\displaystyle 0} y {\displaystyle 1}. El axioma de separación asegura que {\displaystyle \|e\|\neq 0}, por lo que se deduce que {\displaystyle \|e\|=1}. Asimismo, {\displaystyle \|e\|=\|-e.-e\|=\|-e\|.\|-e\|}, de ahí que {\displaystyle \|-e\|^{2}=1}. Como además el valor absoluto solo toma valores positivos, se tiene que {\displaystyle \|-e\|=1}. Finalmente, {\displaystyle \|-x\|=\|-e.x\|=\|-e\|.\|x\|=1.\|x\|=\|x\|} y, por lo tanto, {\displaystyle \|-x\|=\|x\|}. |

- Para cualquier pareja (a, b) de elementos del cuerpo K:

| ''Enunciado: {\displaystyle \|a\|\neq \|b\|\Rightarrow \|a+b\|=\max(\|a\|,\|b\|)} |

| Demostración |
| Como {\displaystyle \|a\|\neq \|b\|}, uno de los dos es estrictamente inferior al otro. Se supone (sin pérdida de generalidad) que {\displaystyle \|a\|<\|b\|}. Entonces, de la desigualdad ultramétrica, {\displaystyle \|b\|=\|(b+a)+(-a)\|\leq \max(\|b+a\|,\|-a\|)}. O {\displaystyle \|-a\|=\|a\|} según una propiedad anterior. Entonces se tiene que {\displaystyle \|b\|\leq \max(\|b+a\|,\|a\|)}. Como {\displaystyle \|a\|} es por hipótesis estrictamente menor que {\displaystyle \|b\|}, esta desigualdad solo se puede verificar si {\displaystyle \|b\|\leq \|b+a\|}. Volviendo a aplicar la desigualdad ultramétrica, se tiene que {\displaystyle \|b+a\|\leq \max(\|b\|,\|a\|)=\|b\|}. Al reunir estos dos resultados, resulta que {\displaystyle \|b\|\leq \|b+a\|\leq \|b\|}, lo que prueba que {\displaystyle \|a+b\|=\|b\|=\max(\|a\|,\|b\|)}. |